# 小林さやか
小林 さやか（こばやし さやか、1970年10月12日 - ）は、日本の声優、女優。北海道札幌市出身。 大沢事務所(声優業)・エンパシィ(俳優業)所属。
父親は記録映画監督の小林千種。母親は元NHK札幌放送劇団所属の女優で、「東芝日曜劇場」などのテレビドラマにも数多く出演した松井信子。

## 来歴
北海道札幌南高等学校卒。
文学座研究所、青年座研究所16期を経て1992年4月から劇団青年座所属。
アニメ『サザエさん』にて端役担当だったが、波野タイ子・堀川・西原卓磨役の塚田恵美子が2013年12月1日をもって降板したため彼女が演じていた役の後任となる。それぞれ、タイ子は2013年12月8日、堀川は2014年1月5日、西原は2014年4月27日の放送分より担当。
2023年12月31日をもって劇団青年座の退所を自身のSNSにて発表。
2024年1月6日、自身のSNSにて大沢事務所（声優業）・エンパシィ（俳優業）の所属を発表。

## 人物
特技はクラシックバレエ、ジャズダンス、ピアノ。趣味は海でボーッとする、音楽を聞く。

## 出演
太字はメインキャラクター。

### テレビドラマ
- お見合いの達人（1994年、TBS） ‐ 安西成美 役
- 伝説の教師（2000年、日本テレビ） - 看護婦 役
- 連続テレビ小説 こころ（2003年、NHK） - 川越敦子 役
- 次郎長 背負い富士（2006年、NHK） - とみ 役
- 松本清張・最終章 わるいやつら #2（2007年、朝日放送テレビ・テレビ朝日）
- ダーティ・ママ! 第5話（2012年、日本テレビ） - 家庭裁判所の受付 役
- 名古屋行き最終列車 第9弾 第1夜（2021年、名古屋テレビ放送） - 藤田未来（花澤香菜）の母 役
- 肝臓を奪われた妻 第4話（2024年4月24日、日本テレビ） - 井川賢三の母 役[9]

### テレビアニメ
2013年
- サザエさん（2013年 - 、カオリ母、波野タイ子〈4代目〉、福井、沼本、前田、ユミ、タダシの母、堀川くん〈4代目〉、西原卓磨〈3代目〉 他）
- ソードアート・オンラインII（佐田明代）
- 蟲師 続章（母）

2015年
- 牙狼〈GARO〉-炎の刻印-（ララの母）
- すべてがFになる THE PERFECT INSIDER（新藤裕見子）
- 蒼穹のファフナー EXODUS（立上鈴奈）

2016年
- アイカツスターズ!（桜庭七海）

2018年
- レイトン ミステリー探偵社 〜カトリーのナゾトキファイル〜（2018年 - 2019年、ヘレン・ゴスペック、ユリアスの母）
- ゾイドワイルド（ヒジキ母）

2021年
- ドラゴンクエスト ダイの大冒険 (2020)（2021年 - 2022年、スティーヌ）

### 劇場アニメ
- 茄子 アンダルシアの夏（2003年、友人A）
- 劇場版 ソードアート・オンライン -プログレッシブ- 星なき夜のアリア（2021年、佐田明代）

### OVA
- 機動戦士ガンダム 第08MS小隊 ラスト・リゾート（双子B）

### Webアニメ
- DEVILMAN crybaby（2018年、牧村亜樹子）
- 紅き大魚の伝説（2018年[12]）

### ゲーム
- TILK 〜青い海から来た少女〜（1997年、パック）
- ファイナルファンタジー・クリスタルクロニクル リング・オブ・フェイト（2007年、アーチェス）
- マーベルアイアンマン VR（2020年、ペッパー・ポッツ）
- インフィニティ ストラッシュ ドラゴンクエスト ダイの大冒険（2023年、スティーヌ）

### ラジオドラマ
- NISSAN あ、安部礼司〜BEYOND THE AVERAGE（刈谷いずみ）

### 吹き替え

#### 担当女優
ケリー・ラッセル
- ウェイトレス 〜おいしい人生のつくりかた（ジェナ・ハンターソン）
- ジ・アメリカンズ（エリザベス・ジェニングス）
- ダークスカイズ（レイシー・バレット）
- フェリシティの青春（フェリシティ・ポーター）

ソン・イェジン
- 君に捧げる初恋（チュ・イルメ）
- 個人の趣向（パク・ケイン）
- 四月の雪（ソ・ヨン）
- スポットライト（ソ・ウジン）
- ラスト・プリンセス 大韓帝国最後の皇女（徳恵翁主）
- ラブストーリー（ジヘ、ジュヒ）
- 恋愛時代（ユ・ウノ）
- 私の頭の中の消しゴム（キム・スジン）※ソフト版

トレイシー・トムズ
- グッド・ドクター 名医の条件（パトリシア・レイノルズ）
- クリミナル・マインド FBI行動分析課（モニカ・ウォーカー）
- コールドケース（キャット・ミラー）
- ハリーズ・ロー 裏通り法律事務所（キャサリン・ケプラー）
- プライベート・プラクティス3 #4（コレット）

#### 映画
- 愛してる、愛してない...（アンジェリク〈オドレイ・トトゥ〉）
- アイリッシュマン（アイリーン・シーラン〈ステファニー・カーツバ〉）
- あなたは私の婿になる（ガートルード〈マリン・アッカーマン〉）
- アナポリス 青春の誓い（アリ〈ジョーダナ・ブリュースター〉）
- あのころ僕らは（サラ〈ジェニー・ルイス〉）
- アブノーマル・バケーション 〜ある女優が堕ちるまで〜（エミリー〈エステラ・ウォーレン〉）
- アベンジャーズ/エンドゲーム（ペッパー・ポッツ〈グウィネス・パルトロー〉[13]）
- ある女流作家の罪と罰（アナ〈ドリー・ウェルズ 〉）
- アルテミシア（アルテミシア〈ヴァレンティナ・チェルヴィ〉）
- イヴの総て（イヴ〈アン・バクスター〉）※PDDVD版
- インターン（ジョセリン・ベネット〈ドミニク・スウェイン〉）
- インフォーマント!（ジンジャー・ウィテカー〈メラニー・リンスキー〉）
- インモラルネクター 陶酔（レア）
- ヴィレッジ（アイヴィー・ウォーカー〈ブライス・ダラス・ハワード〉）※日本テレビ版
- ウェディング・シンガー（ジュリア・サリヴァン〈ドリュー・バリモア〉）※ソフト版
- エイリアン: コヴェナント（マギー・ファリス〈エイミー・サイメッツ〉[14]）
- SPL/狼よ静かに死ね（ポーの妻）
- エンド・オブ・デイズ（クリスティン・ヨーク〈ロビン・タニー〉）※ソフト版
- オン・エッジ 19歳のカルテ（レイチェル・ロー〈トリシア・ヴェッセイ〉[15]）
- 女と女と井戸の中（キャスリン〈ミランダ・オットー〉）
- 君とボクの虹色の世界（クリスティーン・ジェスパーソン〈ミランダ・ジュライ〉）
- キョンシー（ファン〈クララ・ワイ〉）
- グースバンプス 呪われたハロウィーン（キャシー〈ウェンディ・マクレンドン＝コーヴィ〉）
- クールボーダー（ジェニー〈A・J・クック〉）
- グラスハウス（ルビー・ベイカー〈リーリー・ソビエスキー〉）※ソフト版
- 消されたヘッドライン（デラ・フライ〈レイチェル・マクアダムス〉）
- ケリー・ザ・ギャング（ジュリア・クック〈ナオミ・ワッツ〉）
- ケロッグ博士（アイリーン・グレイヴス〈トレイシー・リンド〉）
- 光州5・18（パク・シネ〈イ・ヨウォン〉）
- ゴッド・ギャンブラー レジェンド（スーザン〈アニー・ウー〉）
- コマンドーR（アリア〈アレクサンドラ・ウルスリャック〉）
- ザ・イースト（ジェーン / サラ〈ブリット・マーリング〉）
- サウンド・オブ・カラー 地下鉄の恋（チョン・ホイヤ〈ミリアム・ヨン〉）
- サウンド・オブ・サイレンス（エリザベス・バロウズ〈ブリタニー・マーフィ〉）※ソフト版
- ザ・センチネル/陰謀の星条旗（ジル・マリン〈エヴァ・ロンゴリア〉）
- ザナドゥ（キラ〈オリビア・ニュートン＝ジョン〉）
- 3時10分、決断のとき（アリス・エヴァンス〈グレッチェン・モル〉）
- ジェシカ・アルバ ヘブンズ・ベール 〜死のバイブル〜（カレン・スウィッツァー）
- シャザム!（マリリン[16]）※劇場公開版
- 娼婦ベロニカ（ベアトリーチェ・ベニエ〈モイラ・ケリー〉）
- 女王陛下のお気に入り（レディ・サラ〈レイチェル・ワイズ〉）
- 死霊館（ロレイン・ウォーレン〈ヴェラ・ファーミガ〉[17]）
  - 死霊館 エンフィールド事件
  - アナベル 死霊博物館
  - 死霊館 悪魔のせいなら、無罪。[18]
- 人生は、時々晴れ（サマンサ〈サリー・ホーキンス〉）
- スーパーマン ディレクターズ・カット版（ロイス・レーン〈マーゴット・キダー〉）※WOWOW版追加録音部分
  - スーパーマンII 冒険篇
- スノー・バディーズ 小さな5匹の大冒険
- 戦争のはらわたII（イヴェット〈ヴェロニク・ヴェンデル〉[19]）
- ダーウィン・アワード（シリ・テイラー〈ウィノナ・ライダー〉）
- 大富豪、大貧民（レベッカ・ヨーダー）
- タイムマシン（エマ〈シエンナ・ギロリー〉）※テレビ朝日版
- ダウンサイズ（オードリー〈クリステン・ウィグ〉）
- ツイ・ハークの霊戦英雄伝（珊瑚）
- デイ・オブ・ザ・ディシジョン3（ミラ）
- ディザスター・ムービー! 最'難'絶叫計画（ジュニー、ハンナ・モンタナ〈クリスタ・フラナガン〉）
- デイライト（アシュレー・クライトン〈ダニエル・ハリス〉）※ソフト版
- テッセラクト（フォン）
- 遠い空の向こうに（ドロシー・プラット）
- ドラキュリア（マリー・ヘラー〈ジャスティン・ワデル〉）
- トレジャー・バディーズ 〜小さな5匹の大冒険〜（マラ〈ボニー・サマーヴィル〉）
- トロイ（ブリセイス〈ローズ・バーン〉）※劇場公開版
- トワイライト 葬られた過去（メル・エイムズ〈リース・ウィザースプーン〉）
- ナイスガイ（ミキ〈ミキ・リー〉）※ソフト版
- NOTHING ナッシング（ゲームキャラ）
- 200本のたばこ（ヴァル〈クリスティーナ・リッチ〉）
- ノッティングヒルの恋人（ハニー〈エマ・チャンバース 〉）※ソフト版
- バーティカル・リミット（アニー・ギャレット〈ロビン・タニー〉）※ソフト版
- パール・ハーバー（バーバラ〈キャサリン・ケルナー〉）※ソフト版
- パトリオット（アン・ハワード〈リサ・ブレナー〉）※テレビ東京版
- バトルフィールド・アビス（ミシェル・ハーマン博士〈レネ・オコナー 〉）
- 花の影（ルーイー〈コン・リー〉）
- バニラ・スカイ（ソフィア・セラノ〈ペネロペ・クルス〉）
- パラサイト（メアリーベス〈ローラ・ハリス〉）※フジテレビ版
- ハングオーバー! 消えた花ムコと史上最悪の二日酔い（ジェイド〈ヘザー・グラハム〉）
- ハングオーバー!!! 最後の反省会（ジェイド〈ヘザー・グラハム〉）
- ビースト・ストーカー/証人（コー・アン検事〈チャン・ジンチュー〉）
- ヒア アフター（マリー・ルノ〈セシル・ドゥ・フランス〉）
- ビッグ・バグズ・パニック（シンディ〈キンジー・パッカード〉）
- 美容師と野獣（カトリーナ・ポチェンコ〈リサ・ジェイカブ〉）
- ファースト・マン（ジャネット・アームストロング〈クレア・フォイ〉）
- ファイナル・プロジェクト（アニー〈アニー・ウー）※ソフト版
- フィースト2/怪物復活（ハニー・パイ〈ジェニー・ウェイド〉）
- フィースト3/最終決戦（ハニー・パイ〈ジェニー・ウェイド〉）
- フェイク・フィアンセ（ボニー〈ダイアン・ニール〉）
- フェイブルマンズ（ミッツィ・フェイブルマン〈ミシェル・ウィリアムズ〉[20]）
- ブラック・ソルジャー（ヘイロ王女）
- ブラッド・エンジェル（キャンディ）
- ブレード/刀（リン〈ソニー・スー〉）
- ブロークバック・マウンテン（アルマ・ビアーズ〈ミシェル・ウィリアムズ〉）
- ブロウ（バーバラ・バックリー〈フランカ・ポテンテ〉）
- ペイド・バック（レイチェル・シンガー〈ジェシカ・チャステイン〉）
- 別離（ラジエー〈サレー・バヤト〉）
- 暴走特急（サラ・ライバック〈キャサリン・ハイグル〉）※ソフト版
- 抱擁（ブランチ・グローバー〈レナ・ヘディ〉）
- 僕が結婚を決めたワケ（ジェニーヴァ〈ウィノナ・ライダー〉）
- ホット・ロッド/めざせ!不死身のスタントマン（デニース〈アイラ・フィッシャー〉）
- ポリーmy love（リサ・クラマー〈デブラ・メッシング〉）
- ボルケーノ（ケリー・ローク〈ギャビー・ホフマン〉）※ソフト版
- マッド・シティ（ローリー〈ミア・カーシュナー〉）※ソフト版
- 迷い婚 -全ての迷える女性たちへ-（アニー・ハッティンジャー〈ミーナ・スヴァーリ〉）
- 真夜中のピアニスト（ミャオリン〈リン・ダン・ファン〉）
- ミート・ザ・ジェンキンズ（ルシンダ・アレン〈ニコール・アリ・パーカー〉）
- Mr.&Mrs. スミス（ジャスミン〈ケリー・ワシントン〉）※テレビ朝日版
- ミステリー、アラスカ
- 山の郵便配達（トン族の娘〈チェン・ハオ〉）
- 妖精ファイター（カーリー〈アシュレイ・ジャッド〉）
- ヨギ & ブーブー わんぱく大作戦（レイチェル〈アンナ・ファリス〉）
- ラスト・ボーイスカウト（ダリアン・ハレンベック〈ダニエル・ハリス〉）※日本テレビ版
- ラットレース（トレイシー・フォーセット〈エイミー・スマート〉）
- リミッツ・オブ・コントロール（モレキュール〈工藤夕貴〉）
- 隣人 ネクストドア（イングリッド）
- レプティリア（クレア）
- レ・ミゼラブル（コゼット〈クレア・デインズ〉）
- ロボシャーク vs. ネイビーシールズ（トリッシュ〈アレクシス・ピーターマン〉）
- ロリータ（ドロレス・“ロリータ”・ヘイズ〈ドミニク・スウェイン〉）
- ワルキューレ（ニーナ・フォン・シュタウフェンベルク〈カリス・ファン・ハウテン〉）

#### ドラマ
- アガサ・クリスティー ミス・マープル
  - 予告殺人（エイミー・マーガトロイド）
  - スリーピング・マーダー（グエンダ・ハリデイ〈ソフィア・マイルズ〉）
- アンジェラ 15歳の日々（レイアン〈A・J・ランガー〉）
- ER緊急救命室
  - シーズン6 #22（グロリア・ミルトン〈エミリー・バーグル〉）
  - シーズン14、15（クリスティン〈ライザ・ラピラ〉）
- エア・シティ（ソ・ミョンウ〈ムン・ジョンヒ〉）
- オールイン 運命の愛（ジェニー〈キム・テヨン〉）
- オクニョ 運命の女（ハン尚宮〈イ・スンア〉）
- カリフォルニア・ドリーム（サマンサ・ウー〈ジェニー・クワン〉）
- 華麗なるペテン師たち3（アリス）
- キャッスル 〜ミステリー作家は事件がお好き（エマ・カーンズ）
- キャッスルロック（モリー・ストランド〈メラニー・リンスキー〉）
- グリーン・デスティニー 電視版（イー・シウリエン〈クリスタル・ホアン〉）
- ゴシップガール（エヴァ〈クレマンス・ポエジー〉）
- ザ・ホスピタル（グァン・シン〈チャン・チュンニン〉）
- ザ・ホワイトハウス2（エインズリー・ヘイズ〈エミリー・プロクター〉）
- SHERLOCK（シャーロック）（サラ・ソーヤー〈ゾーイ・テルフォード〉）
- ジャイアント（チャン・ヨンソン〈ユン・ユソン〉）
- 恕の人 -孔子伝-（梅燕〈チャン・リンシン〉）
- セーフハウス〜狙われた家族〜（ケイティ〈マーシャ・トマソン〉）
- ソウルメイト（スギョン）
- 大草原の小さな家（キャロライン・インガルス〈カレン・グラッスル〉[21]）※NHK BSプレミアム版
- 太陽の女（シン・ドヨン〈キム・ジス〉）
- 伝説の魔女 愛を届けるベーカリー（ムン・スイン〈ハン・ジヘ〉）
- トンイ（仁顕王后〈パク・ハソン〉）
- ナース・ジャッキー（フリン）
- バーン・ノーティス 元スパイの逆襲（メラニー）
- BAD LOVE〜愛に溺れて〜（ナ・インジョン〈イ・ヨウォン〉）
- パトリック・メルローズ（エレノア・メルローズ〈ジェニファー・ジェイソン・リー〉[22]）
- プライミーバル（クローディア・ブラウン〈ルーシー・ブラウン〉、ジェニファー・ルイス〈ルーシー・ブラウン 〉）※ソフト版
- HOMELAND（キャリー・マティソン〈クレア・デインズ〉）※シーズン7
- BONES シーズン9 #5（マコード夫人）
- ホワイトカラー（エリザベス・バーク〈ティファニー・ティーセン〉）
- ミステリー・グースバンプス（4つのエピソード）（カーリーベス〈キャサリン・ロング〉）
- 炎の少女チャーリー:REBORN（チャーリー〈マーガリート・モロー〉）
- 名探偵ポワロ
  - 五匹の子豚（ルーシー）
  - 象は忘れない（マリー）
- 楽園（ハン・ミギョン〈キム・ハヌル〉）
- 私の名前はキム・サムスン（ユ・ヒジン〈チョン・リョウォン〉）
- 私はラブ・リーガル #11（リサ・シェーン〈ニア・ヴァルダロス〉）

#### アニメ
- 紅き大魚の伝説（チュンの母）
- シャーロットのおくりもの（シャーロット）※2006年新録版
- ティム・バートンのコープスブライド（ビクトリア・エバーグロット）
- FはFamilyのF（スー・マーフィー）
- フリージ（ウム・アラウィ[23]、妹B、母親C、嫁候補A・C、娘A）
- ホワット・イフ...?（ペッパー・ポッツ）
- LEGO ピクサー:ブリックトゥーンズ（ママ・イメルダ）
- ローリー・ポーリー・オーリー（ママ）

### 舞台
- 青空のある限り（徹子）
- プラスティック（向井洵子）
- イーハトーボの劇列車（宮澤とし子、女車掌ネリ）
- 天皇と接吻（ヒサコ）
- とかげ（タチバナヒトミ）
- グリークス（クリュソテミス）
- 屋根の上のヴァイオリン弾き（チャヴァ）
- ブレスレス1990ゴミ袋を呼吸する夜の物語（ミユキ）
- 夢に見た日々（米村洋子）
- リア王（コーディリア）
- パートタイマー・秋子（新島喜美香）
- カゾク カレンダー（船越佐織）
- いのせんと（三原瑞穂先生）
- 空（真田じゅんこ）
- 雨とベンツと国道と私[24]
- 夜明けのジルバ〜漫画喫茶殺人事件〜[25]
- はぐらかしたり、もてなしたり[26]
- 或る、かぎり[27]